# Les etrangers
Les etrangers è il 34° singolo di Patty Pravo, pubblicato nel 1998 dall'etichetta discografica Pensiero stupendo/Sony.

## Descrizione
Il singolo contiene uno dei brani tratti dall'album Notti, guai e libertà, il primo utilizzato per il lancio dell'album.

## I brani

### Les etrangers
Les etrangers è una cover del brano Merci bon Dieu, del 1956, scritto da Franz Casseus, riadattato da Mauro Paoluzzi, con il testo in italiano scritto da Enrico Papi (cantante nato a Reggio Emilia, prodotto da Lucio Dalla) e riarrangiato da Mauro Paoluzzi.
Del brano viene realizzato un videoclip, ambientato in una miniera nella città di Cagliari; che vede la protagonista Pravo addentrarsi fra i luoghi abitati da stranieri.
Con questo brano e Strada per un'altra città (appartenente anch'esso all'album Notti, guai e libertà) l'artista partecipò al Festivalbar 1998.
Lo stesso anno in cui venne pubblicato il singolo, l'autore dell'adattamento Enrico Papi ne realizzò una versione in collaborazione con il gruppo pop Novecento, dal titolo Des etrangers, nell'ambito della promozione del suo album dal titolo OUT.

## Tracce
1. Les etrangers - 5:09
2. Les etrangers (instrumental) - 5:09